# Amphiblemma hallei
Amphiblemma hallei är en tvåhjärtbladig växtart som beskrevs av Jacq.-fel.. Amphiblemma hallei ingår i släktet Amphiblemma och familjen Melastomataceae. Inga underarter finns listade i Catalogue of Life.